# Космос-2397
Космос-2397 је један од преко 2400 совјетских вјештачких сателита лансираних у оквиру програма Космос.
Космос-2397 је лансиран са космодрома Тјуратам, Бајконур, Казахстан, 24. априла 2003. Ракета-носач Протон-К је поставила сателит у орбиту око планете Земље. 